# Bagodares
Bagodares is een geslacht van vlinders van de familie spanners (Geometridae), uit de onderfamilie Ennominae.

## Soorten
- B. castra Jones, 1921
- B. griseocostaria Herrich-Schäffer, 1870
- B. pallidicosta Warren, 1905
- B. prosa Druce, 1893
- B. sturnularia Herrich-Schäffer, 1858